# Goran Kajfeš
Goran Kajfeš, född 22 juni 1970 i Tyresö, är en svensk trumpetare. Han är son till jazzpianisten Davor Kajfeš.

## Musikkarriär
Goran Kajfeš har arbetat med bland andra Stina Nordenstam, Fläskkvartetten, Kent, The Tiny, Bruno K. Öijer, Neneh Cherry, Robyn, Mando Diao, Lester Bowie, Blacknuss, Sugababes, Nicolai Dunger, Eric Gadd, Håkan Hellström, Janet Jackson, Spjärnsvallet, Moneybrother, Freddie Wadling, José González, Joe McPhee, The Soundtrack of Our Lives, Weeping Willows, Freddie Cruger, Eric Malmberg, Magnus Carlson, Kaah, Martha Reeves and the Vandellas, Club Killers, Titiyo, Monica Zetterlund, Eagle-Eye Cherry, Eldkvarn, Infinite Mass, Majid Bekkas, Matti Bye, Bo Kaspers Orkester, Melissa Horn, Stefan Sundström, Peter Lemarc, Stephen Simmonds, Andreas Tilliander, The Thing XL och Cheik Lô.
Solodebuten Home (2000) gavs ut på EMI (Kaza/ Blue Note) och blev uppmärksammad internationellt för sin blandning av jazz och elektronisk musik. Uppföljaren Headspin vann en Grammis (2004). Tredje albumet X/Y (2010) blev utnämnt till årets jazzalbum i The Independent och hyllades i Mojo och Artforum Magazine. Kajfeš tilldelades också Nordic Music Prize för skivan. Efter det släpptes albumen (med Goran Kajfeš Subtropic Arkestra) The Reason Why Vol.1 (2012), The Reason Why Vol. 2 (2014) och Grammis-vinnande The Reason Why Vol. 3 (2017). Alla blev omskrivna i Mojo, Uncut, Songlines, The Wire, Jazz Journal, Downbeat, Shindig och Prog Rock Magazine.
Kajfeš är också med i jazzgruppen Oddjob, tillsammans med bland andra Per "Ruskträsk" Johansson och Daniel Karlsson, som har gett ut ett flertal fullängdsalbum, bland annat Grammisbelönade albumet Folk och det Grand Prix du Disque- och Grammisbelönade barnalbumet Jazzoo och Manifest-prisade Jazzoo 2. Han är också medlem i frijazzbandet Nacka Forum (Moserobie Records) med Kresten Osgood, Jonas Kullhammar och Johan Berthling, hypnojazz-kvartetten Tropiques, Angles 9, Fire! Orchestra, Pan-Scan Ensemble, Magic Spirit Quartet, Magnus Carlson and The Moon Ray Quintet och skabandet Jobalites.
Han har turnerat världen över och spelat och turnerat i bland annat Europa, USA, Brasilien, Mexico, Panama och Japan. Han har hörts på otaliga jazzfestivaler exempelvis Rochester, Berlin, Pori, Paris Jazz Festival, Stockholm Jazz Festival, Kongsberg Jazz, Molde, Saalfelden, Nattjazz, North Sea Jazz Festival och Copenhagen Jazz Festival.[källa behövs]
Kajfeš driver skivbolaget Headspin Recordings med David Österberg[källa behövs].
Kajfeš har producerat Weeping Willows album The Time Has Come, Magnus Carlson and the Moon Ray Quintet och Titiyos album Hidden.[källa behövs].
År 2014 ställde Kajfeš i samarbete med David Österberg ut ljudinstallationen Batysphere på Färgfabriken[källa behövs].
Kajfeš spelade fransk jazzmusiker på klubben Bop Sec i en scen i filmen Gentlemen av Mikael Marcimain[källa behövs].

## Priser och utmärkelser
- 2024 – Gyllene Skivan för Tell us [9]
- 2012 –  Nordic Music Prize för X/Y
- 2005 –  Grammis för Headspin ("Årets jazz")

## Diskografi
- 2000 – Home
- 2002 – Oddjob (Oddjob)
- 2002 – Nacka Forum (Nacka Forum)
- 2004 – Koyo (Oddjob)
- 2004 – Headspin
- 2005 – Leve Nacka Forum (Nacka Forum)
- 2006 – Luma (Oddjob)
- 2008 – Sumo (Oddjob)
- 2010 – X/Y[10](Headspin Records)
- 2010 – Clint (Oddjob)
- 2012 –The Reason Why Vol. 1 (Goran Kajfeš Subtropic Arkestra)
- 2012 – Jazzoo (Oddjob)
- 2012 – Fee Fi Fo Rum (Nacka Forum)
- 2012 – Live in Bremen (Oddjob)
- 2012 – By Way Of Deception/Live In Ljubljana (Angles 8)
- 2013 – Live in Tokyo (Nacka Forum)
- 2013 – In Our Midst (Angles 9)
- 2014 – Second Exit (Fire! Orchestra)
- 2014 – The Reason Why Vol. 2 (Goran Kajfeš Subtropic Arkestra)
- 2014 – Enter (Fire! Orchestra)
- 2014 – Injuries (Angles 9)
- 2015 – Folk (Oddjob)
- 2016 – We Are The World (Nacka Forum)
- 2016 – Oddjob Plays Weather Report (Oddjob)[11]
- 2017 – Air and Light and Time and Space (Pan-Scan Ensemble)
- 2017 – Disappeared Behind The Sun (Angles 9)
- 2017 – La La Lars (La La Lars)
- 2017 – The Reason Why Vol. 3 (Goran Kajfeš Subtropic Arkestra)[12]
- 2017 – Enso (Tropiques)
- 2018 – Jazzoo 2 (Oddjob)
- 2019 – La La Lars II (La La Lars)
- 2019 – Into the wild (Tropiques)
- 2019 – Beyond Us (Angles 9)
- 2019 – Kong (Oddjob)
- 2019 – Så stopper festen (Nacka Forum)
- 2020 – If you listen carefully the music is yours (Gard Nilssen's Supersonic Orchestra)
- 2020 – Magic Spirit Quartet
- 2024 – Tell us (Tropiques) (We Jazz,[13] WJCD66)
- 2025 – In Cmin (Andreas Tilliander, Goran Kajfeš)

## Musik till film, tv, teater, konst och dans
- Alla bara försvinner, novellfilm (Kicki Kjellin)
- A lonesome cowgirl, kortfilm (Martina Bigert)
- Vikarien, dokumentär (Blanck/Palmgren)
- The Well, dokumentär om Orson Welles (Kristian Petri)
- Coachen, tv-serie (Simon Kaijser)
- Invigningsfanfar, Moderna Museet
- Detaljer, spelfilm (Kristian Petri)
- The Sun, konstfilm (Ulf Rollof)
- Invigningsmusik, Bonniers Konsthall
- Hoy noe se fia, manana si, spelfilm (Franscisco Avizanda)
- The Plan, dokumentär (Michael Stenberg)
- The Mouse, konstfilm (Bigert & Bergström)
- Saw The White Buffalo Dancing, dansföreställning (Vindhäxor)
- Svek, teater på Stadsteatern (Alexander Mørk-Eidem)
- Kobra, vinjettmusik (SVT)
- Alla Vilda, dokumentär om Birgitta Stenberg (SVT)
- Hundraåringen som klev ut genom fönstret, spelfilm (Felix Herngren). Musik av Matti Bye/Oddjob
- Dödsdansen/Generalrepetitionen, dokumentär om pjäsen Dödsdansen (Barracuda)
- Havana Motor Club, dokumentär om racing på Kuba (Bent-Jorgen Permlutt)
- Jazzoo, animerade kortfilmer (Alphaville)
- Ivanov, teater på Dramaten (Alexander Mørk-Eidem)
- Hotellet dokumentär (Kristian Petri)
- That Summer, dokumentär (Göran Hugo Olsson)
- Curiosity and Control, dokumentär (Albin Biblom)
- We Got This, tv-serie (SVT/Viaplay)